# Efekt konwoju
Efekt konwoju (ang. convoy effect) — niekorzystny efekt blokowania dostępu przez proces do procesora. Procesy oczekują, aż proces obsługiwany zwolni procesor. Powoduje mniejsze wykorzystanie procesora. Występuje w algorytmie First-Come, First-Served (FCFS). Przyczyną występowania EK jest brak możliwości wywłaszczenia długiego procesu.